# كبلر-32b
كيبلر 32 بي (بالإنجليزية: Kepler-32b)‏ الذي يرمز له بالرمز KOI-952.01، هو كوكب خارج المجموعة الشمسية، في كوكبة الدجاجة (كوكبة)، يتبع Kepler-32.

## الاكتشاف
اكتشف في 2013.